# ILY (I Love You Baby)
«ILY (I Love You Baby)» (стилизовано как «ily (i love you baby)») — песня американского продюсера Surf Mesa (настоящее имя Пауэлл Агирре) при участии певицы Emilee, впервые вышедшая 26 ноября 2019 года. Когда песня была переиздана в феврале 2020 года на лейблах Astralwerks и Universal, то начала приобретать популярность, в том числе и благодаря записанными фанатами роликами через сеть TikTok и новому официальному ремиксу диджея ARTY, вышедшему 4 мая 2020 года.
Сингл достиг пятого места в танцевальном чарте Hot Dance/Electronic Songs (собрав 2 000 цифровых загрузок и 6,2 млн потоков по стримингу) и вошёл в десятку лучших в чартах многих стран мира, включая такие как Австралия, Бельгия, Чехия, Дания, Эстония, Франция, Литва, Новая Зеландия, Норвегия и Словакия.
Песня содержит сэмплы песни 1967 года «Can’t Take My Eyes Off You» в исполнении Фрэнки Вэлли и группы The Four Seasons.

## История
В оригинале названная коротко «ILY», потом песня была переименована в «ILY (I Love You Baby)» с целью облегчить пользователям нахождение её в сети. Майк Васс из сетевого издания Idolator назвал её «идеальным саундтреком к любому счастливому моменту». В издании Hits Daily Double назвали песню «разогревающим клубным хитом».
Песня сэмплирует хит полувековой давности «Can’t Take My Eyes Off You» в исполнении Фрэнки Вэлли и группы The Four Seasons, тогда в июле 1967 года он достиг второго места в американском хит-параде Billboard Hot 100. Композиция в разных версиях спустя годы записывалась многими музыкантами, включая The Lettermen (его медли с «Goin' Out of My Head» достигло 7-го места в Hot 100 в 1968 году); Pet Shop Boys в мэшапе вместе с группой U2 и их треком «Where the Streets Have No Name» были на 4-м месте в Dance Club Songs, 1991); Lauryn Hill (№ 2, Rhythmic Songs; № 8, Adult R&B Songs; № 10, R&B/Hip-Hop Airplay, 1998). Авторы оригинальной версии 1967 года (Bob Crewe и Bob Gaudio) указаны в качестве авторов в 2020 году вместе с Surf Mesa (настоящее имя Powell Aguirre).

## Чарты
| Чарт (2020)                                | Высшая позиция |
| ------------------------------------------ | -------------- |
| Австралия (ARIA)                           | 17             |
| Австрия (Ö3 Austria Top 40)                | 5              |
| Бельгия/Фландрия (Ultratop 50)             | 11             |
| Бельгия/Валлония (Ultratop 50)             | 20             |
| Канада (Canadian Hot 100)                  | 37             |
| Чехия (Singles Digitál Top 100)            | 22             |
| Дания (Tracklisten)                        | 38             |
| Эстония (Eesti Ekspress)                   | 38             |
| Франция (SNEP)                             | 12             |
| Германия (GfK)                             | 7              |
| Мир Global 200 (Billboard)                 | 56             |
| Греция (IFPI)                              | 78             |
| Венгрия (Single Top 40)                    | 18             |
| Венгрия (Stream Top 40)                    | 19             |
| Ирландия (IRMA)                            | 16             |
| Италия (FIMI)                              | 34             |
| Литва (AGATA)                              | 11             |
| Малайзия (RIM)                             | 7              |
| Нидерланды (Dutch Top 40)                  | 9              |
| Нидерланды (Single Top 100)                | 5              |
| Новая Зеландия (RMNZ)                      | 16             |
| Норвегия (VG-lista)                        | 14             |
| Польша (Polish Airplay Top 100)            | 17             |
| Португалия (AFP)                           | 22             |
| Россия (TopHit)                            | 56             |
| Шотландия (OCC Scotland)                   | 9              |
| Сингапур (RIAS)                            | 10             |
| Словакия (Rádio — Top 100)                 | 1              |
| Словакия (Singles Digitál Top 100)         | 15             |
| Испания (PROMUSICAE)                       | 52             |
| Швеция (Sverigetopplistan)                 | 24             |
| Швейцария (Schweizer Hitparade)            | 4              |
| Великобритания (OCC UK Singles)            | 22             |
| США Billboard Hot 100                      | 23             |
| США Adult Top 40 (Billboard)               | 7              |
| США Hot Dance/Electronic Songs (Billboard) | 1              |
| США Mainstream Top 40 (Billboard)          | 2              |

## Сертификации
| Регион                                                                      | Сертификация  | Продажи   |
| --------------------------------------------------------------------------- | ------------- | --------- |
| Австралия (ARIA)                                                            | Платиновый    | 70 000    |
| Бельгия (BEA)                                                               | Золотой       | 20 000    |
| Канада (Music Canada)                                                       | Платиновый    | 80 000    |
| Франция (SNEP)                                                              | Платиновый    | 200 000   |
| Германия (BVMI)                                                             | Золотой       | 200 000   |
| Италия (FIMI)                                                               | Золотой       | 35 000    |
| Новая Зеландия (RMNZ)                                                       | Золотой       | 15 000    |
| Польша (ZPAV)                                                               | Платиновый    | 20 000    |
| Испания (PROMUSICAE)                                                        | Золотой       | 20 000    |
| Швейцария (IFPI Switzerland)                                                | 2× Платиновый | 40 000    |
| США (RIAA)                                                                  | Платиновый    | 1 000 000 |
| Данные о продажах + прослушиваниях приведены только на основе сертификации. |               |           |